# آنا کمپبل بلیس
آنا کمپبل بلیس (۱۰ ژوئیهٔ ۱۹۲۵ – ۱۲ اکتبر ۲۰۱۵) هنرمند تجسمی و معمار اهل ایالات متحده بود. آثار شاخص او ترکیبی از رنگ، نور، ریاضیات، حرکت، علم و فناوری هستند. بلیس که هنرمندی مدرنیست بود، از پیشگامان هنر رایانه‌ای در دههٔ ۱۹۶۰ به‌شمار می‌رفت و یکی از نخستین هنرمندانی بود که از فناوری رایانه در آثار خود بهره برد. نمونه‌هایی از آثار او در مجموعه‌های مؤسسه هنر شیکاگو، کلیف لاج در آلتا، کتابخانه جی. ویلارد ماریوت، موزه متروپولیتن هنر، موزه هنر معاصر یوتا و موزه هنرهای زیبای یوتا نگهداری می‌شوند. او همچنین همراه با همسرش، معمار و استاد رابرت بلیس، از طریق دفتر معماری‌شان به‌نام «بلیس و کمپبل آرشیتکتز» خانه‌هایی طراحی کرده بود.
بلیس بیشتر دوران حرفه‌ای خود را در سالتی‌لیک‌سیتی گذراند. برخی از بزرگ‌ترین و شناخته‌شده‌ترین آثار او در سرتاسر سالتی‌لیک‌سیتی و مناطق اطراف به نمایش درآمده‌اند، از جمله اولین سفارش عمومی‌اش به نام «پنجره‌ها»، یک نقاشی دیواری ۳۰ فوتی از مربع‌ها که بین سال‌های ۱۹۸۹ تا ۱۹۹۰ در مرکز پردازش دادهٔ پیشین در ساختمان کنگره ایالت یوتا نصب شد؛ «نور از رحمت»، یک دیوار شیشه‌طرحدار که در سال ۱۹۹۳ در کلیسای کاتولیک سنت توماس مور در سندی، یوتا نصب شد؛ و «چشم‌انداز گسترش‌یافته»، که بین سال‌های ۲۰۰۱ تا ۲۰۰۳ نصب شد، مجموعه‌ای از صفحات چاپ سیلک و حکاکی که در لابی ساختمان ریاضیات کاولز در دانشگاه یوتا به نمایش گذاشته شده‌اند. یکی از سفارش‌های بزرگ هنری بلیس شامل «کاوشگران» بود، یک نقاشی دیواری که توپوگرافی سالتی‌لیک‌سیتی را به تصویر می‌کشید و در سال ۱۹۹۶ در کانون ئی فرودگاه بین‌المللی سالتی‌لیک‌سیتی رونمایی شد. در هنگام ساخت «کاوشگران»، او نگرش‌های محافظه‌کارانه اجتماعی یوتا را با گنجاندن تصاویر برهنه در نقاشی دیواری آزمایش کرد. با این حال، همان‌طور که او در یک مصاحبه در سال ۲۰۱۲ توضیح داد، «من تصاویر برهنه را به‌طور جزئی گنجاندم، فقط برای برقراری ارتباطی بین ایده‌ها و مردم… به‌دلیل نگرش‌های محلی، نمی‌توانستم تصاویر برهنه را در نقاشی دیواری داشته باشم.» در عوض، او بنا به پیشنهاد یکی از دستیارانش، شخصیت‌های تولیدشده توسط رایانه را به نقاشی دیواری فرودگاه افزود.

## زندگی‌نامه
بلیس در ۱۰ ژوئیهٔ ۱۹۲۵ در موریس‌تاون، نیوجرسی به‌دنیا آمد. او در کالج ولزلی تحصیل کرد و در سال ۱۹۴۶ مدرک کارشناسی خود را در تاریخ هنر و ریاضیات دریافت کرد. در سال ۱۹۵۰، کمپبل مدرک کارشناسی ارشد خود را در رشته معماری از دانشگاه هاروارد به پایان رساند. او که تحت تأثیر بائوهاوس بود، همچنین در مؤسسه فناوری ماساچوست زیر نظر ژورجی کِپِس نظریه هنر مطالعه کرد و بعدها در یک کارگاه در مینسوتا شاگرد جوزف آلبِرز شد. او همچنین در دانشگاه نیویورک مهندسی مطالعه کرده بود.
کمپبل، که در آن زمان ۲۲ ساله بود، در سال ۱۹۴۷ در یک مهمانی شام با همسر آینده‌اش، رابرت بلیس، که ۲۶ ساله بود، آشنا شد. آن‌ها پس از تنها سه ماه زندگی مشترک ازدواج کردند و ۶۸ سال با هم ماندند. پس از ازدواجشان به سرتاسر اروپا سفر کردند. رابرت بلیس در سال ۱۹۵۴ به‌عنوان استاد معماری در مینسوتا استخدام شد. این زوج به‌زودی دفتر معماری خود به نام «بلیس و کمپبل آرشیتکتز» را تأسیس کردند و خانه‌های مسکونی طراحی کردند که با محیط طبیعی‌شان ترکیب شده بودند.
رابرت بلیس در سال ۱۹۶۳ به‌عنوان رئیس دپارتمان معماری دانشگاه یوتا، که اکنون به نام دانشکده معماری و برنامه‌ریزی شناخته می‌شود، منصوب شد. او از سال ۱۹۶۳ تا ۱۹۸۶ در این سمت خدمت کرد، که این موضوع نیاز به انتقال از مینسوتا به یوتا داشت. آنا کمپبل بلیس ابتدا از جابجایی به یوتا ناراضی بود و در سال ۲۰۱۲ به سالت‌لیک تریبون گفت: «من خیلی درگیر مرکز هنر واکر و صحنه هنری مینیاپولیس بودم. من آن‌گونه تحریک‌پذیری را در دنیای هنر اینجا نیافتم.» برای مقابله با این وضعیت، بلیس در دوره‌های چاپ سیلک و برنامه‌نویسی رایانه ثبت‌نام کرد و همچنین در تئاتر رپرتواری رقص یوتا رقص و حرکت مطالعه کرد تا الهام بگیرد. او این تأثیرات را در آثار خود گنجاند.
بلیس در دههٔ ۲۰۰۰ به‌دلیل دژنراسیون ماکولا بینایی خود را از دست داد. او از طریق مجموعه‌ای از تزریق‌های چشمی که هر شش هفته یک‌بار به مدت شش ماه در مرکز چشم موران در دانشگاه یوتا دریافت می‌کرد، بینایی خود را بازیابی کرد.
فیلم‌ساز سید کالینز واکر، که مقیم یوتا و نزدیک به واشینگتن دی.سی. است، یک مستند در سال ۲۰۱۰ دربارهٔ زندگی و حرفهٔ بلیس به‌نام «قوس نور: پرتره‌ای از آنا کمپبل بلیس» تولید و کارگردانی کرد.
آنا کمپبل بلیس در ۱۲ اکتبر ۲۰۱۵ در خانه‌اش در سالتی‌لیک‌سیتی در سن ۹۰ سالگی درگذشت. او توسط همسرش رابرت بلیس که ۶۸ سال با او زندگی کرده بود، زنده ماند. مراسم خاکسپاری او در کلیسای کاتدرال مادلین برگزار شد.